# 張雲璈
張雲璈（1747年—1829年），字仲雅，浙江錢塘縣人。清朝詩人、政治人物。

## 生平
兵部右侍郎張映辰之子，其舅为大学士梁诗正，外舅为大学士嵇璜。乾隆三十五年舉人，此后十次参加进士考试，均落第而。嘉慶十二年（1807年）謁選，授湖南安福知縣。嘉庆十六年（1811年）調任湘潭知縣。晚年辭歸。嘗與修《兩淮鹽法志》。道光九年（1829年）卒，年八十三。

## 著作
博學雄才，於書無所不窺，尤長於詩。著有《简松草堂诗集》二十卷，《简松草堂文集》十二卷、附录一卷，《蜡味小稿》五卷，《金牛湖渔唱》（诗集）一卷，《知还草》（诗集）五卷，《复丁老人草》（诗集）二卷，《三影阁筝语》（词集）三卷，《四寸学》（考据学著作）六卷，《选学胶言》二十卷、《补遗》一卷等。